# Marguerite Pindling
Dame Marguerite Pindling, z domu McKenzie (ur. 26 czerwca 1932 w Long Bay Cay w grupie wysp Andros, na wyspie South Andros) – gubernator generalna Bahamów od 8 lipca 2014 do 28 czerwca 2019. Była drugą kobietą pełniącą to stanowisko (pierwszą była Ivy Dumont).